# Barbarossula
Barbarossula är ett släkte av fjärilar. Barbarossula ingår i familjen tandspinnare.
Kladogram enligt Catalogue of Life:
| Barbarossula | \| \| Barbarossula peniculus \| \| \| \| \| \| Barbarossula rufibarbis \| \| \| \| |
|              | \| \| Barbarossula peniculus \| \| \| \| \| \| Barbarossula rufibarbis \| \| \| \| |
|              | Barbarossula peniculus                                                             |
|              |                                                                                    |
|              | Barbarossula rufibarbis                                                            |
|              |                                                                                    |